# Seprős
Seprős (románul: Șepreuș) falu Romániában, Arad megyében.

## Fekvése
Borosjenőtől 26 km-re, Aradtól hatvan km-re északkeletre található.

## Története
Először 1413-ban említették (Seprews). 1543-ban 14, 1561-ben 24 jobbágytelekből állt. 1579-ben 25 magyar és román család lakta.
A 18. században Rajnald modenai herceg birtoka volt, majd a koronára szállt. 1750-ben öt össze nem függő házcsoportból állt. Utcaszerkezetét 1780-ban szabályozták.
1822-ben I. Ferenc uradalmát a gyergyószentmiklósi örmény Czárán családnak adományozta. 1824-ben új birtokosa újra kívánta osztani a falu határát és a jobbágyok jobb földjeit magának kisajátítani. A falu június 16-án és július 1-jén a királyhoz írt panaszt. A szolgabíró június 19-én katonákat hívott a faluba, de a lakosság fegyverre kapva elűzte a szolgabírót, a katonákat, majd az odaérkezett alispánt is. A vármegye ekkor egy századnyi katonát vezényelt ki, akik 30 napig tartották megszállva a falut. 1825. szeptember 25-én a vármegye elrendelte a parasztok részleges kártalanítását elvett gyümölcsöseikért.
Az 1828. évi országos összeírásban Seprűs néven említik.
1854-ben a Czárán családdal kötött szerződéssel húsz dohánytermesztő magyar család települt be. 1882-ben Czárán Tivadar ötezer forintos alapítványt tett magyar tannyelvű, tandíjmentes iskola létesítésére. Az iskola 1887-ben kezdett működni és 1906-ban már négy tanerős volt. Az 1909–1910-es tanévben 308 diákjából 245 volt román anyanyelvű. 1903-ban állami óvoda is létrejött. Az 1903-as tisztújítás előtt a helyiek többsége a szocialista eszmékkel kampányoló Iosif Mateit szerette volna bíróként látni. A hatóságok katonai erőt vezényeltek a faluba, akik megöltek hét seprősit. A bíróválasztást végül mégis Iosif Matei nyerte.
1884 és 1909 között évi kettő, 1936-ban három vásárt tartott. 1938 körül átlagosan minden gazdaságra jutott harminc baromfi, három juh, két disznó és egy ló, de csak minden másodikra egy fejőstehén és minden negyedikre egy szekér. 2350 hektáros határának 86%-án gabonát, 8%-án takarmánynövényeket termesztettek. Legnagyobb földbirtokosai a második világháborúig a Czárán család tagjai voltak.
1949. július 31-én lakói fellázadtak a terménybeszolgáltatási rendszer és a mezőgazdaság tervezett kollektivizálása ellen. A sokaság feldúlta az állami gazdaságot és a termelőszövetkezetet, felgyújtották a községháza levéltárát és elvágták a telefonvezetéket. Az állami gazdaságnál tartózkodó három főtisztet megölték. A faluba vezető utakhoz felfegyverzett őröket állítottak, akik megfutamítottak egy három milicistából álló járőrt. A másnap kivezényelt negyven milicista és negyven határőr némi tűzharc után leverte a lázadást. Ötvenhét főt letartóztattak, a rögtönítélő bíróság négy főt halálra, többeket hosszú börtönre ítélt. A kivégzettek holttestét elrettentésül az út közepére dobták.
1958-ban a Czárán család sírkápolnáját lebontották, harangját Málnásfürdőre vitték. A család tagjainak maradványait a temetőben hantolták el.

## Népessége
- 1842-ben 2005 ortodox és 23 római katolikus vallású lakosa volt.[7]
- 1900-ban 4238 lakosából 3452 volt román, 533 magyar, 111 cigány és vend, 99 horvát és 37 német anyanyelvű; 3547 ortodox, 451 római katolikus, 143 református és 75 zsidó vallású.
- 2002-ben 2472 lakosából 2214 volt román, 229 cigány és 21 magyar nemzetiségű; 1933 ortodox, 296 adventista, 165 pünkösdista és 63 baptista vallású.

## Látnivalók
- Három klasszicista Czárán-kastélya közül az egyikben a községháza, egy másikban az óvoda működik.

## Híres emberek
- Itt született 1847-ben Czárán Gyula, a magyar turisztika úttörője.
- Itt született 1876-ban Marius Sturza orvos-balneológus.